# 화순읍
화순읍(和順邑)은 전라남도 화순군에 위치한 읍으로, 지리상 화순군 서북부에 위치하고 동쪽으로 동면, 이서면, 서쪽으로 나주시, 남쪽으로는 한천면, 능주면, 도곡면에 접하고, 북쪽으로는 광주광역시 동구와 남구에 접하고 있다. 거창읍, 옥천읍, 증평읍, 울릉읍, 영월읍 등의 지역과 함께 군 전체 인구의 50%이상이 거주하는 몇 안되는 읍 중 하나이다.

## 역사
- 청동기 시대 : 청동기 시대 유적인 고인돌이 읍내에 91기 분포하고 있다.
- 마한 시대 : 능주 방면과 함께 여래비리국(如來卑離國)의 일부에 속했다.
- 백제 시대 : 잉리아현(仍利阿縣)의 중심에 속했다.
- 757년 (신라 경덕왕 16년) : 잉리아현(仍利阿縣)을 여미현(汝湄縣=汝濱=海濱)으로 개칭하여 부리현(富里縣=보성 복내 일대)과 함께 릉성군(陵城郡)의 일부가 되었다.
- 940년 (고려 태조 23년) : 여미현(汝湄縣)을 화순현(和順縣)으로 고치면서 화순현의 중심이 되었다.
- 1018년 (고려 현종 9년) : 화순현과 능성현(綾城縣)이 나주목(羅州牧)에 속했다.
- 고려 시대 :  나주목에서 능성현과 화순현이 분리되었는데 화순현은 다시 능성현의 관할이 되었다.
- 1390년 (고려 공양왕 2년) : 화순현이 능성현에서 분리되어 감무(監務)를 두고 남평현(南平縣)을 관할하였는데 이때 화순현 감무가 이곳에 있었다.
- 1394년 (조선 태조 3년) : 화순현에서 남평현이 분리되면서 따로 감무를 두었는데 이때도 화순현의 중심부로 있었다.
- 1396년 (조선 태조 5년) : 화순현이 동복현의 관할이 되었다.
- 1405년 (조선 태종 5년) : 동복현의 감무를 화순으로 옮기면서 화순현의 중심이 되었다.
- 1407년 (조선 태종 7년) : 화순현과 동복현을 합하여 복순현(福順縣)이라 칭하고 복순현의 일부가 되었다.
- 1413년 (조선 태종 13년) : 복순현을 화순현으로 개칭하였다.
- 1416년 (조선 태종 16년) : 화순현을 다시 화순현과 동복현으로 분리하고 동복현에 현감을 두고 화순현은 능성현에 합쳐져 순성현(順城縣)이 되면서 순성현의 관할이 되었다.
- 1418년 (조선 태종 18년) : 순성현을 다시 화순현과 능성현으로 분리하여 각각 현감을 두면서 화순현이 중심이 되었다.
- 1435년 (조선 세종 17년) : 화순현이 다시 능성현에 합쳐졌다가 화순현으로 복구되었으나 그 연대는 알려지지 않았다.
- 1597년 (조선 선조 30년) : 정유재란 때 왜구의 침입으로 화순현의 유지 능력이 없어 민원에 의해 화순현을 폐하고 능성현에 속하면서 능성현의 관할이 되었다.
- 1611년 (조선 광해군 3년) : 화순현을 다시 능성현에서 분리하여 현감을 두었는데 다시 화순현의 중심이 되었다.
- 1655년 (조선 효종 6년) : 동복현 객사에 둔 연전패가 불에 타 동복현이 폐현되고 화순현에 합쳐졌다.
- 1664년 (조선 현종 5년) : 화순현이 화순현과 동복현으로 분리되었다.
- 1759년 발간된 여지도서(與地圖書)에 의하면 화순현 3개면 중 읍내면(邑內面), 서면(西面)으로 기록되어 있다.
- 1789년 (조선 정조 13년) : 호구총수(戶口總數)에 의하면 화순현 3개면 중 읍내면(邑內面), 서면(西面)으로 되어 있다. 이 때 읍내면 관할리는 다음의 29개리 (江南谷, 智谷里, 石隅里, 茶山里, 一心洞, 白雲洞, 礪壇村, 古縣里, 萬淵洞, 新基里, 上州官里, 訓練廳里, 碑閣里, 鄕廳里, 中州官里, 下廣德里, 上廣德里, 高士亭, 上三川里, 下三川里, 梨食亭里, 白良里, 宗坪里, 舟巖里, 大洞里, 城內里, 校村, 二十谷里, 鴨谷里)였으며, 서면 관할리는 다음의 16개리 (甘閑里, 道訪里, 佳林村, 所台谷里, 和口村, 分土谷, 所羅谷里, 桂良里, 所谷里, 熊谷里, 文溪村, 道山忖, 大也谷里, 花南里, 五龍洞里, 細楊洞里)였다.
- 1864년 (조선 고종 1년) : 대동지지(大東地志)에 의하면 화순현 4개면 중 읍내면(邑內面), 서면(西面), 남면(南面)으로 기록되어 있다.
- 1895년 (조선 고종 32년) : 나주부(羅州府) 화순군(和順郡) 읍내면(邑內面), 서면(西面)으로 있었다.
- 1896년 (조선 고종 33년) 8월 4일 : 칙령 제36호 지방제도관제봉급경비개정의 건으로 전국이 13도제 실시에 따라 23부제가 폐지되고 전라남도 관할 화순군(4등군) 읍내면(邑內面=33리), 서면(西面=21리)이 되었다. 이 때 읍내면 관할리는 다음의 33개리 (柳川里, 一心洞, 月亭里, 鄕廳里, 上三川里, 下三川里, 白雲村, 鴨谷里, 碑閣里, 梨食亭里, 茶山里, 龍谷里, 更井里, 舟巖里, 上大洞, 洞口里, 二十谷里, 順谷里, 中州里, 白良里, 萬淵洞, 校村, 德村, 下大洞, 江亭里, 城內里, 上州里, 上智谷, 訓洞, 下智谷, 新基村, 上廣德里, 下廣德里)였으며, 서면 관할리는 다음의 21개리 (羅谷里, 坪村, 鰕川里, 陽村, 花南里, 桂良里, 細楊洞, 坪林里, 所谷里, 道方洞, 雙溪里, 道山忖, 鸚鵡村, 龍溪里, 分土洞, 內村, 台谷里, 書洞, 甘閑里, 蓮洞)였다.
- 1908년 10월 15일 : 화순군이 폐지되고 능주군에 통합되면서 능주군 17면 중 원화순방(元和順坊) 읍내면, 서면으로 있었다.
- 1910년 10월 1일 : 칙령 제354호, 357호(9월 30일공포)에 의하여 도·부·군·면(道·府·郡·面)(面·社·坊통합)을 정비하면서 면사무소를 두기 시작했는데 읍내면사무소는 훈리 34번지, 서면은 하천리 153번지에 각각 설치되었다.
- 1913년 : 능주군을 화순군으로 개칭하면서 화순군 읍내면, 서면이 되었다.
- 1914년 3월 1일 : 부군면 통폐합으로 인해 동복군이 폐지되고 화순군에 편입되면서 화순군의 17면 중 화순면(14리)과 서면(9리)이 되었다. 이 때 화순면의 관할리는 다음의 14개리 (茶智里, 一心里, 洞口里, 柳川里, 萬淵里, 訓里, 鄕廳里, 新基里, 廣德里, 校里, 三川里, 二十谷里, 江亭里, 大里)였으며, 서면 관할리는 다음의 9개리 (內坪里, 碧羅里, 細良里, 鸚南里, 甘道里, 桂所里, 道熊里, 西台里, 蓮陽里)였다.
- 1920년경 : 서면사무소를 벽라리 서라실 252번지로 이전하였다.
- 1932년 11월 1일 : 행정구역에 개편에 의해 서면을 폐지하고 화순면에 통합되었으며 화순면사무소를 훈리 34번지에서 교리 100번지(현 100-5,6번지)로 신축 이전하였다. 이 때 화순면의 관할리는 다음의 23개리 (茶智里, 一心里, 洞口里, 柳川里, 萬淵里, 訓里, 鄕廳里, 新基里, 廣德里, 校里, 三川里, 二十谷里, 江亭里, 大里, 內坪里, 碧蘿里, 細良里, 鸚南里, 甘道里, 桂所里, 道熊里, 西台里, 蓮陽里)였다.
- 1951년 11월 : 한국 전쟁으로 면사무소 청사가 소실되어 훈리 51-7번지 윤공의 사무실로 이전하였다.
- 1952년경 : 면사무소 청사를 교리 100번지(현 100-4번지) 석탄공사 부속의원 건물로 이전하였다.
- 1959년 : 교리 100번지(현 100-7,8,10,11,14,15번지)에 면사무소 청사를 농촌형(함석지붕)으로 신축 이전하였다.
- 1963년 1월 1일 : 행정구역 개편에 의해 화순면이 읍으로 승격해 화순읍이 되었다.
- 1973년 7월 1일 : 행정구역 변경(1973. 3. 12 대통령령 제6542호)으로 동면 수만리 4개 마을이 화순읍 수만리에 편입되어 화순읍 관할리가 24개리로 변경되었다. 이 때 관할리는 (茶智里, 一心里, 洞口里, 柳川里, 萬淵里, 訓里, 鄕廳里, 新基里, 廣德里, 校里, 三川里, 二十谷里, 江亭里, 大里, 內坪里, 碧蘿里, 細良里, 鸚南里, 甘道里, 桂所里, 道熊里, 西台里, 蓮陽里, 水萬里)였다.
- 1983년 2월 15일 : 도곡면 주도리 3개 마을이 화순읍에 편입되어 관할리가 25개리로 변경되었다. (茶智里, 一心里, 洞口里, 柳川里, 萬淵里, 訓里, 鄕廳里, 新基里, 廣德里, 校里, 三川里, 二十谷里, 江亭里, 大里, 內坪里, 碧羅里, 細良里, 鸚南里, 甘道里, 桂所里, 道熊里, 西台里, 蓮陽里, 水萬里, 周道里.)
- 1984년 10월 24일 : 삼천리 623번지 남산방죽을 매립하여 화순읍사무소 청사를 3층 슬라브로 신축 이전하였다.
- 1986년 7월 1일 : 대리1리를 1리(한골)와 4리(매화동)로 분할하였다.
- 1988년 8월 17일 : 교리를 교리1, 2구로, 만연2구를 만연2, 3구로, 일심3구를 일심3, 4구로, 광덕1구를 광덕1, 4구로 분할하였다.
- 1999년 8월 5일 : 만연3구를 만연3, 4, 5, 6구로, 일심1구를 일심1, 5구로, 대리4구를 대리4, 5구로 분할하였다.
- 2003년 2월 15일 : 신기리를 신기리 1, 2구로, 대리4구를 대리4, 6구로, 벽라1구를 벽라1, 3구로, 계소1구를 계소1, 4구로 분할하였다.
- 2004년 4월 12일 : 수만1, 2구를 수만1구로, 수만3, 4구를 수만2구로 통합하여 25개 법정리 64개 행정리에 259개반을 운영하고 있다.
- 2006년 1월 5일 : 교리1구를 교리1, 3구로, 신기2구를 신기2, 3구로, 일심4구를 일심4, 6구로, 광덕4구를 광덕4, 5구로, 대리5구를 대리5, 7구로, 수만1구를 수만1, 2구로, 수만2구를 수만3구로 분구 및 변경하여 25개 법정리, 71개 행정리에 292개반을 운영하고 있다.
- 2022년 12월 31일 : 화순읍민원출장소 설치하였다.

## 행정 구역
| 법정리   | 한자명   | 행정리                                                        | 비고            |
| -------- | -------- | ------------------------------------------------------------- | --------------- |
| 강정리   | 江亭里   | 강정리                                                        |                 |
| 감도리   | 甘道里   | 감도1구, 감도2구, 감도3구                                     |                 |
| 계소리   | 桂所里   | 계소1구, 계소2구, 계소3구, 계소4구                            |                 |
| 광덕리   | 廣德里   | 광덕1구, 광덕2구, 광덕3구, 광덕4구, 광덕5구                   |                 |
| 교리     | 校里     | 교리1구, 교리2구, 교리3구                                     |                 |
| 내평리   | 內平里   | 내평1구                                                       |                 |
| 다지리   | 茶智里   | 3다지1구, 다지2구                                             |                 |
| 대리     | 大里     | 대리1구, 대리2구, 대리3구, 대리4구, 대리5구, 대리6구, 대리7구 |                 |
| 도웅리   | 道熊里   | 도웅1구, 도웅2구                                              |                 |
| 동구리   | 洞口里   | 동구리                                                        |                 |
| 만연리   | 萬淵里   | 만연1구, 만연2구, 만연3구, 만연4구, 만연5구, 만연6구          |                 |
| 벽라리   | 碧羅里   | 벽라1구, 벽라2구, 벽라3구                                     |                 |
| 삼천리   | 三川里   | 삼천1구, 삼천2구, 삼천3구, 삼천4구                            | 읍사무소 소재지 |
| 서태리   | 西台里   | 3서태1구, 서태2구                                             |                 |
| 세량리   | 細良里   | 세량1구                                                       |                 |
| 수만리   | 水萬里   | 수만1구, 수만2구, 수만3구                                     |                 |
| 신기리   | 新基里   | 신기1구, 신기2구, 신기3구                                     |                 |
| 앵남리   | 鸚南里   | 앵남1구, 앵남2구                                              |                 |
| 연양리   | 蓮陽里   | 연양1구, 연양2구                                              |                 |
| 유천리   | 柳川里   | 유천1구, 유천2구, 유천3구                                     |                 |
| 이십곡리 | 二十谷里 | 이십곡1구, 이십곡2구                                          |                 |
| 일심리   | 一心里   | 일심1구, 일심2구, 일심3구, 일심4구, 일심5구, 일심6구          |                 |
| 주도리   | 周道里   | 주도1구, 주도2구, 주도3구                                     |                 |
| 향청리   | 鄕廳里   | 향청리                                                        |                 |
| 훈리     | 訓里     | 훈리                                                          |                 |

## 아파트
| 단지명                 | 주소                  | 시행사                    | 건설사                  | 입주        | 비고     |
| ---------------------- | --------------------- | ------------------------- | ----------------------- | ----------- | -------- |
| 화순 서라3차           | 오성로 558 (벽라리)   | ㈜원림건설                | ㈜서라건설              | 1996년 5월  |          |
| 화순 서라4차           | 알메로 86 (일심리)    | 세종건설㈜                | ㈜서라건설              | 1997년 10월 |          |
| 화순 힐스테이트        | 칠충로 141-7 (교리)   | 아시아신탁㈜              | 현대엔지니어링          | 2021년 7월  |          |
| 화순 힐스테이트 2차    | 시장길 13 (삼천리)    | 화순현대 지역주택조합     | 현대엔지니어링          | 2024년 2월  |          |
| 화순 한양립스          | 쌍충로 13-20 (삼천리) | 화순삼천지구 지역주택조합 | 한양건설                | 2020년 3월  |          |
| 화순 금호타운          | 광덕로 203 (만연리)   | 금호건설                  | 아시아나항공㈜ 건설부문 | 1997년 12월 |          |
| 청전                   | 광덕로 156 (만연리)   | 청전주택㈜                | 청전주택㈜              | 1996년 6월  |          |
| 화순한국아델리움 더 숲 | 교동길 49 (교리)      |                           | ㈜한국건설              | 2021년 7월  | 민간임대 |
| 화순부영 1차           | 광덕로 170 (만연리)   | ㈜부영                    | ㈜부영                  | 1993년 11월 |          |
| 화순부영 2차           | 광덕로 155 (광덕리)   | ㈜부영                    | ㈜부영                  | 1995년 9월  |          |
| 화순부영 3차           | 광덕로 180 (만연리)   | ㈜부영                    | ㈜부영                  | 1997년 12월 |          |
| 화순부영 5차           | 광덕로 202 (만연리)   | ㈜부영                    | ㈜부영                  | 1997년 12월 |          |
| 화순부영 6차           | 광덕로 215 (신기리)   | ㈜부영                    | ㈜부영                  | 1998년 10월 |          |

## 관공서
- 도립전남학숙 (앵남리)